# Gaztelugatxe
Pour les articles homonymes, voir Gaztelu (homonymie).
Gaztelugatxe, en espagnol Gaztelugache, est un îlot situé sur la côte de Biscaye à Bermeo (près de Bilbao), dans la communauté autonome basque (Espagne), à 200 m du rivage auquel il est relié par un pont piétonnier.

## Toponymie
Il existe plusieurs hypothèses étymologiques pour le mot gaztelugatxe :
- « château [perché sur un] rocher »  du basque « gaztelu » = château, et « aitz », pierre, roc, rocher, soit « Château érigé sur un roc »
- « gatxe » (gaitz, gaizki), pierreux, difficile, mauvais, maudit, voire par substantivation Le Mal, soit Château maudit[1],[2].

## Géographie
Gaztelugatxe se situe sur la côte basque, souvent abrupte dans cette région car les vagues de l'océan Atlantique érodent sans cesse les rochers, façonnant ainsi des cavités, des arches et des îles comme celle de Gaztelugatxe. Celle-ci est du reste percée de plusieurs passages souterrains et possède de nombreuses grottes, dont certaines ont été aménagées.

### Description
L'île mesure environ 270 mètres de long sur 80 mètres de large. Au sommet, à 50 mètres au-dessus du niveau de la mer, se trouve un monastère aux origines très anciennes et un abri semi-ouvert à l'attention des visiteurs.
À l'est, la vue porte sur le cap Matxitxako (en espagnol Cabo Machichaco) et ses deux phares.

### Faune et flore
Avec l'îlot d'Aketze (île aux lapins, en espagnol Aquech), le site constitue un refuge naturel maritime, le Biotope protégé de Gaztelugatxe, qui s'étend sur 158 ha, de Bakio jusqu'au cap Matxitxako à Bermeo, dans le golfe de Biscaye, également appelé golfe de Gascogne.
L'île est couverte d'une végétation endémique basque. Si des chênes y ont poussé, la végétation est aujourd'hui essentiellement composée de bruyères et de chênes blancs du fait des nombreux incendies ayant ravagé les lieux.
Les fonds rocheux sont peuplés d'algues de la famille des laminaires, comme des saccorhizes.
La faune est typique du golfe de Gascogne, où abondent les poissons comme les bars et les congres, les crustacés comme les araignées de mer, les invertébrés tels que les limaces de mer, les anémones, les oursins, les poulpes ainsi que des balanes qui s'agrippent à la roche comme aux coques des bateaux.
Les oiseaux marins y abondent. Le site étant protégé, ils peuvent s'y reproduire en toute tranquillité. Parmi eux, le rare océanite tempête ou pétrel, ainsi que des goélands à pattes jaunes, des cormorans et des pigeons retournés à la vie sauvage.

## Histoire

### L'ermitage deGaztelugatxeko Doniene
Depuis le Moyen Âge, le site est un lieu de pèlerinage. Un pont étroit suivi d'un escalier de 241 marches creusées en partie dans la roche permet d'y accéder, la voie étant aménagée en chemin de croix jalonné de 14 stations. La légende veut que saint Jean Baptiste ait débarqué à Bermeo. Il aurait atteint l'îlot en trois enjambées, laissant une empreinte à chacun de ses pas, la dernière au sommet de l'île, et sur laquelle il aurait ordonné de construire l'ermitage. La tradition basque recommande après la pénible montée, de faire sonner trois fois (chiffre tiré du nombre des pas du saint) la cloche du sanctuaire en faisant un vœu. À l'origine de la tradition, il s'agissait d'effrayer les mauvais esprits.
L'emplacement du site lui confère longtemps un rôle stratégique dans l'histoire de la région. Il sera ainsi l'objet d'enjeux quelquefois sanglants[Lesquels ?].
La construction de l'ermitage de San Juan de Gaztelugatxe (en basque : Gaztelugatxeko Doniene), dédié à saint Jean Baptiste, remonterait au IXe siècle. Celle de la petite église remonterait au Xe siècle.
Des sépultures datant du IXe au XIIe siècle ont été découvertes tant sur l'esplanade qu'à l'intérieur de l'ermitage.
En l'an 1053, don Iñigo López « Esquirra » (1040-1077), premier Seigneur de Biscaye, en fit don à l'Ordre des chanoines de Prémontré ou norbertins (Orden Premonstratense) établis près de Jaca en Huesca, mais sous le nom de monastère Sanctus lohannes de Peña. À partir de 1162, dans les documents en castillan ancien, le sanctuaire ne portera plus que ce nom-là.
À la fin du XIIIe siècle, il a probablement servi de retraite aux Templiers.
C'est à cet endroit que Juan Nuñez de Lara, Seigneur de Biscaye, affronte Alphonse XI, roi de Castille, en 1334.
En 1593 l'ermitage est mis à sac par Sir Francis Drake.
Un an plus tard, il fut la cible d'une attaque par des Huguenots venus de La Rochelle, qui n'hésitèrent pas à précipiter de haut de la falaise le seul habitant de l'île, un ermite.
Pendant l’Inquisition espagnole, l’Église catholique traque les hérétiques jusque dans les environs de l’île. En effet, dans la région, des personnages comparables à des sorcières faisant partie intégrante de la culture basque, célébraient des rituels appelés Akelarre (« lande du bouc », en basque). Certains récits suggèrent que nombre d’entre elles furent enfermées dans les grottes de Gaztelugatxe.
Le site est progressivement abandonné par les religieux, qui emportent tous les objets de valeur avec eux. Mais le sanctuaire continue toutefois à être fréquenté par les habitants des alentours, notamment les marins ayant survécu à un ou des naufrages ainsi que les couples soucieux de fertilité. C'est pourquoi il abrite de nombreux ex-voto. Par ailleurs, les empreintes de pas de saint Jean-Baptiste sont censées être dotées de pouvoirs spécifiques.
Au XVIIIe siècle, le site est une dernière fois saccagé par des troupes anglaises.
Très détérioré, le site est entièrement reconstruit en 1886. Malheureusement, les objets retrouvés, qu'il s'agisse de pièces de monnaie ou de boulets de canon, jugés sans importance, seront jetés à la mer. Au XXe siècle, c'est ce qui attire, outre les légendes et l'exploration des fonds marins, les amateurs de plongée sous-marine.
Au XXe siècle, pendant la guerre civile espagnole, la bataille navale de Matxitxako a lieu à proximité de l’île.
En 1963, une image de la Vierge de Begoña (Virgen de Begoña) est placée dans les rochers, au-dessous de la surface de la mer.
Le 10 novembre 1978, le site est détruit dans un incendie. Restauré par des bénévoles recrutés par le prêtre Ramon Mendizabal, le sanctuaire rouvre ses portes deux ans plus tard, le 24 juin 1980.

## Administration
Gaztelugatxe dépend administrativement de la ville de Bermeo mais la juridiction religieuse à laquelle appartient l'ermitage est celle de la paroisse de Saint Pélage de Bakio.

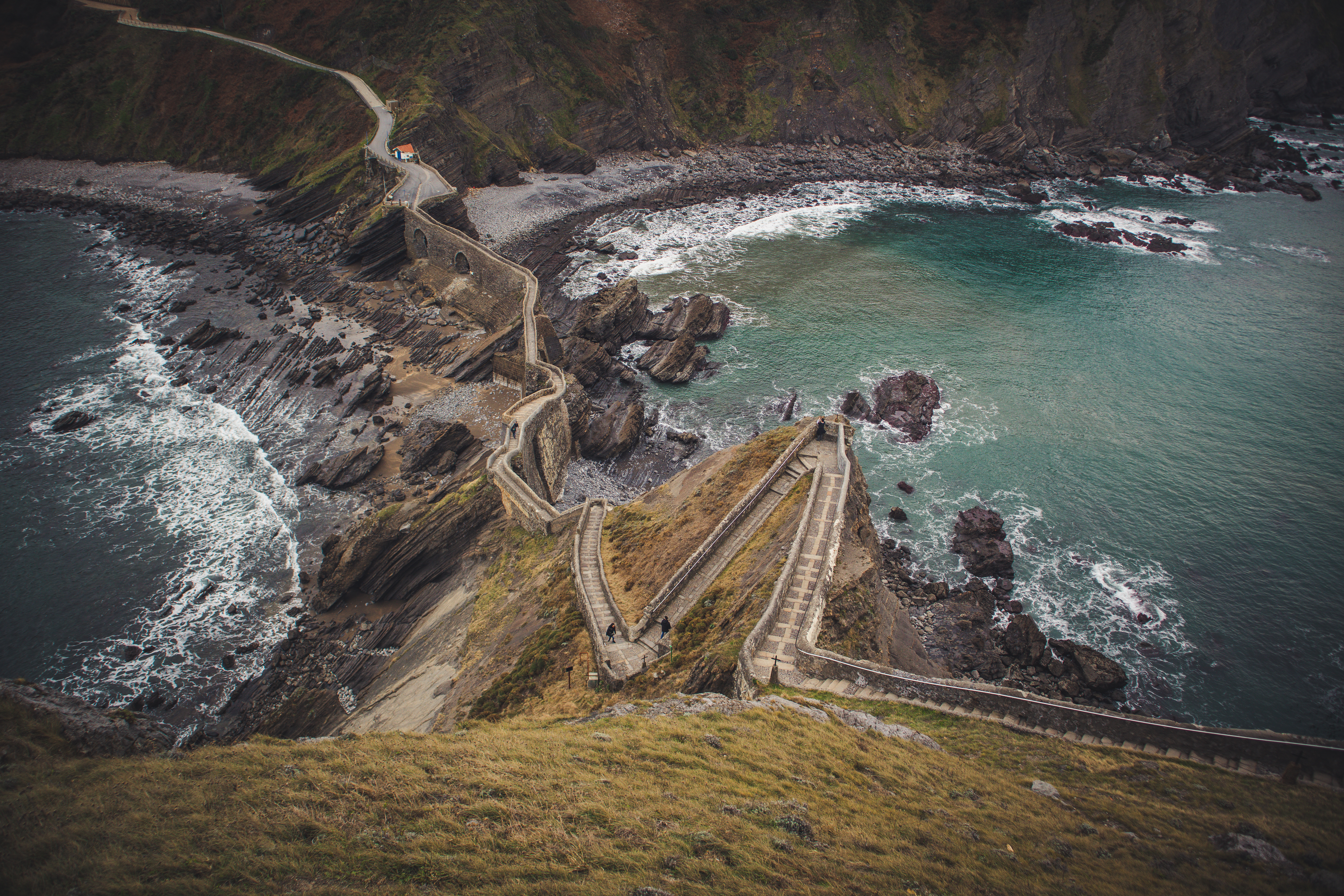
Escalier de Gaztelugatxe montant sur la falaise.

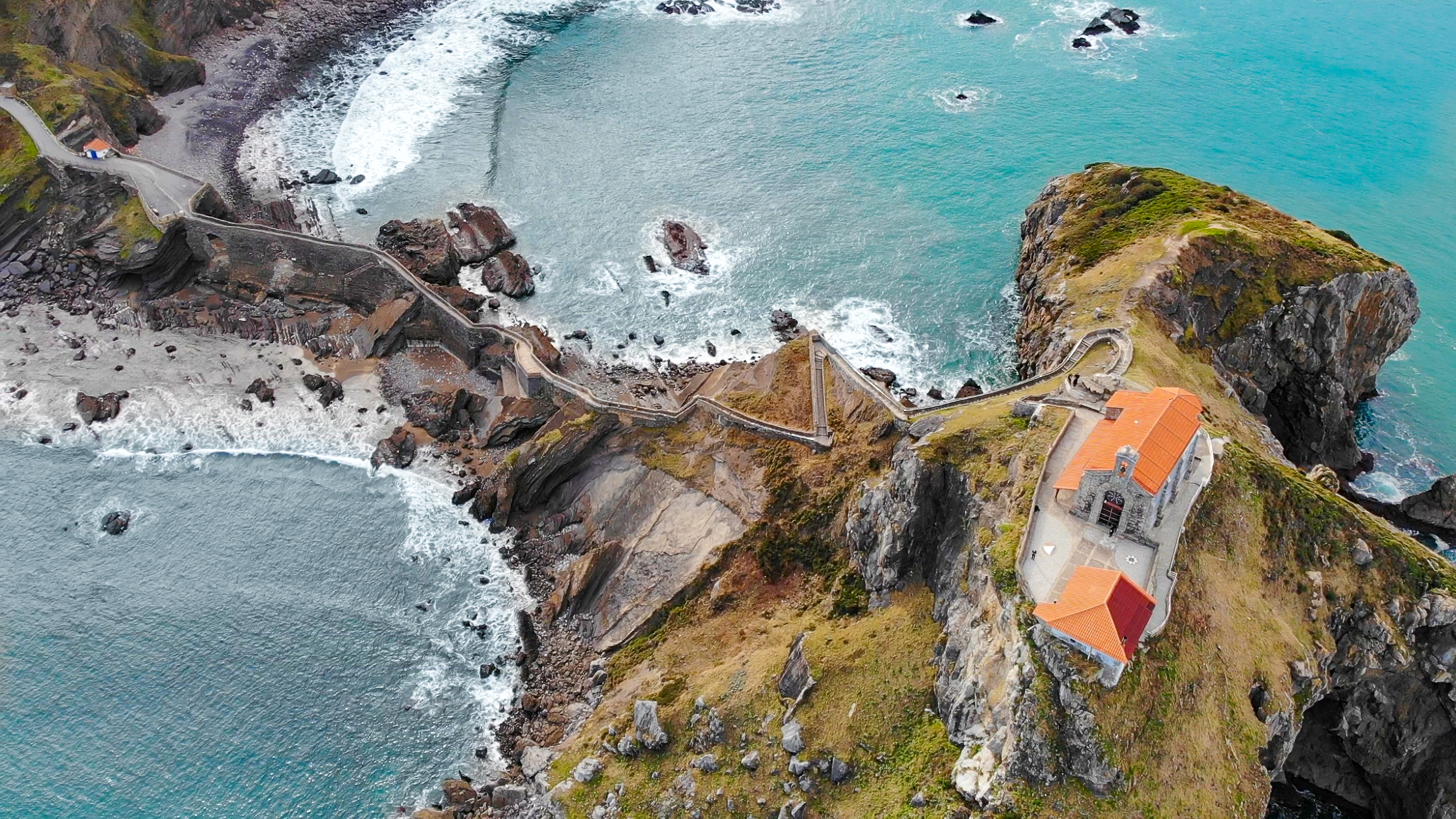
Gaztelugatxe vue du ciel avec ses escaliers.

## Anecdotes
Si l'île dépend administrativement de la ville de Bermeo, d'où il n'est pas possible de la voir puisqu'elle est cachée par le cap Matxitxaco, elle est bien en vue de la ville de Bakio et de fait, l'ermitage dépend de la paroisse de Bakio. Cette particularité donne lieu chaque année fin août à la célebration d'une "dispute territoriale" portant sur le renouvellement de la possession de l'îlot par Bermeo et la possession de l'ermitage de Gaztelugatxe par Bakio. Les festivités sont célébrées par les habitants de chacune des villes alentour, c'est-à-dire Bermeo, Arrieta et Bakio :
- le 24 juin, fête de saint Jean-Baptiste, célébrée par les Berméens ;
- le 31 juillet, fête de saint Ignace de Loyola, célébrée par les habitants d'Arrieta ;
- le 29 août, fête de San Juan degollado, célébrée par les habitants de Bakio. À cette même occasion, la municipalité de Bermeo se rend également sur place mais pour renouveler l'enregistrement de sa possession. Ce jour-là également, une offrande florale est confiée dans les flots. Elle est dédiée à la Vierge de Notre-Dame de Begoña, dont une effigie a été scellée au pied de la falaise devant les arches en 1963 ;
- le 31 décembre, la messe de fin d'année est célébrée pour tous.

Gaztelugatxe est le deuxième site le plus visité de Biscaye.
Anne Igartiburu, une actrice et présentatrice de télévision espagnole, s'y est mariée.
HBO y a filmé en 2016-2017, certaines scènes de la saison 7 de sa série Game of Thrones, Gaztelugatxe rappelant la description de la région fictive de Peyredragon (Dragonstone en VO).

## Galerie

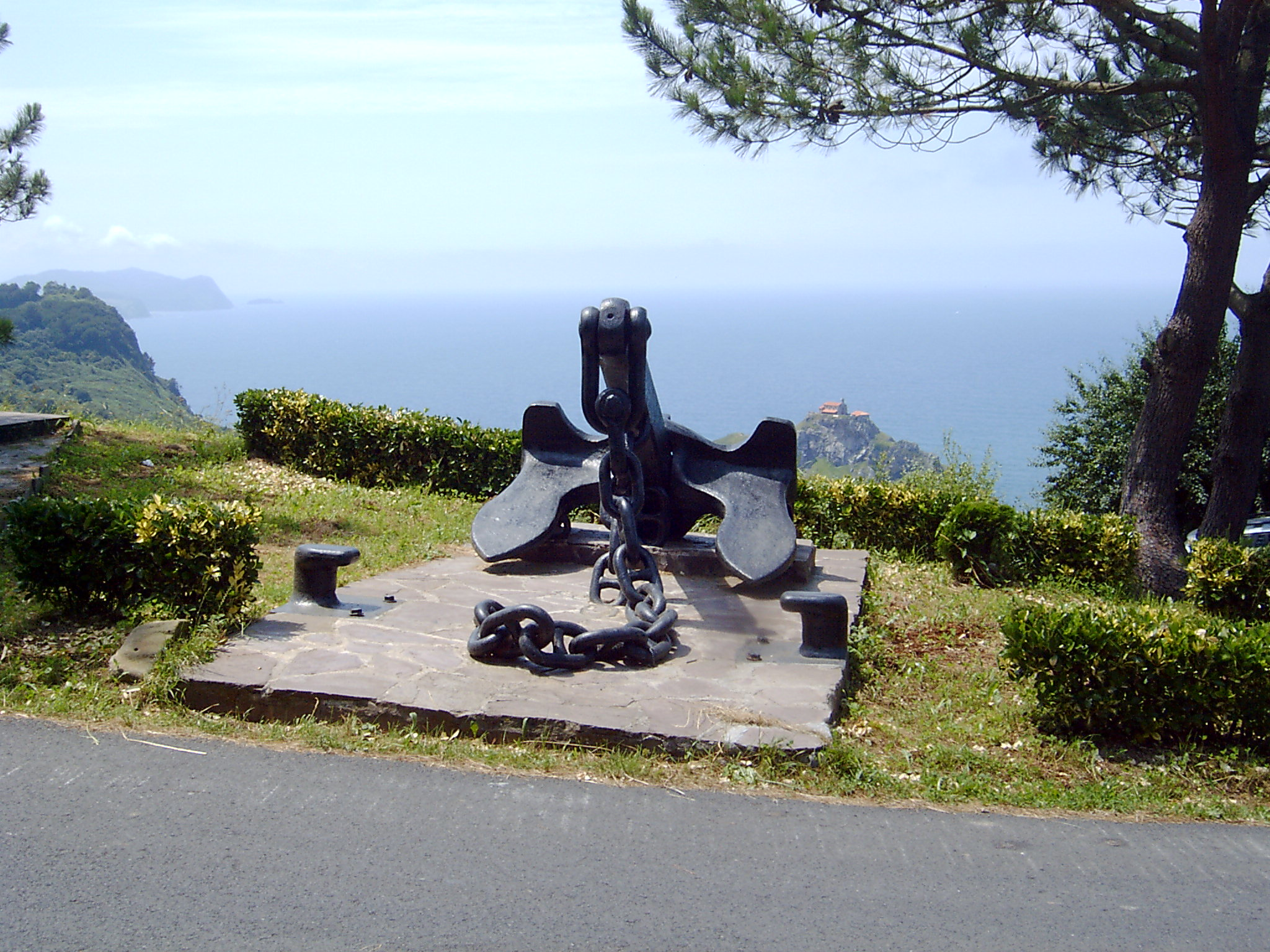
Gaztelugatxe.
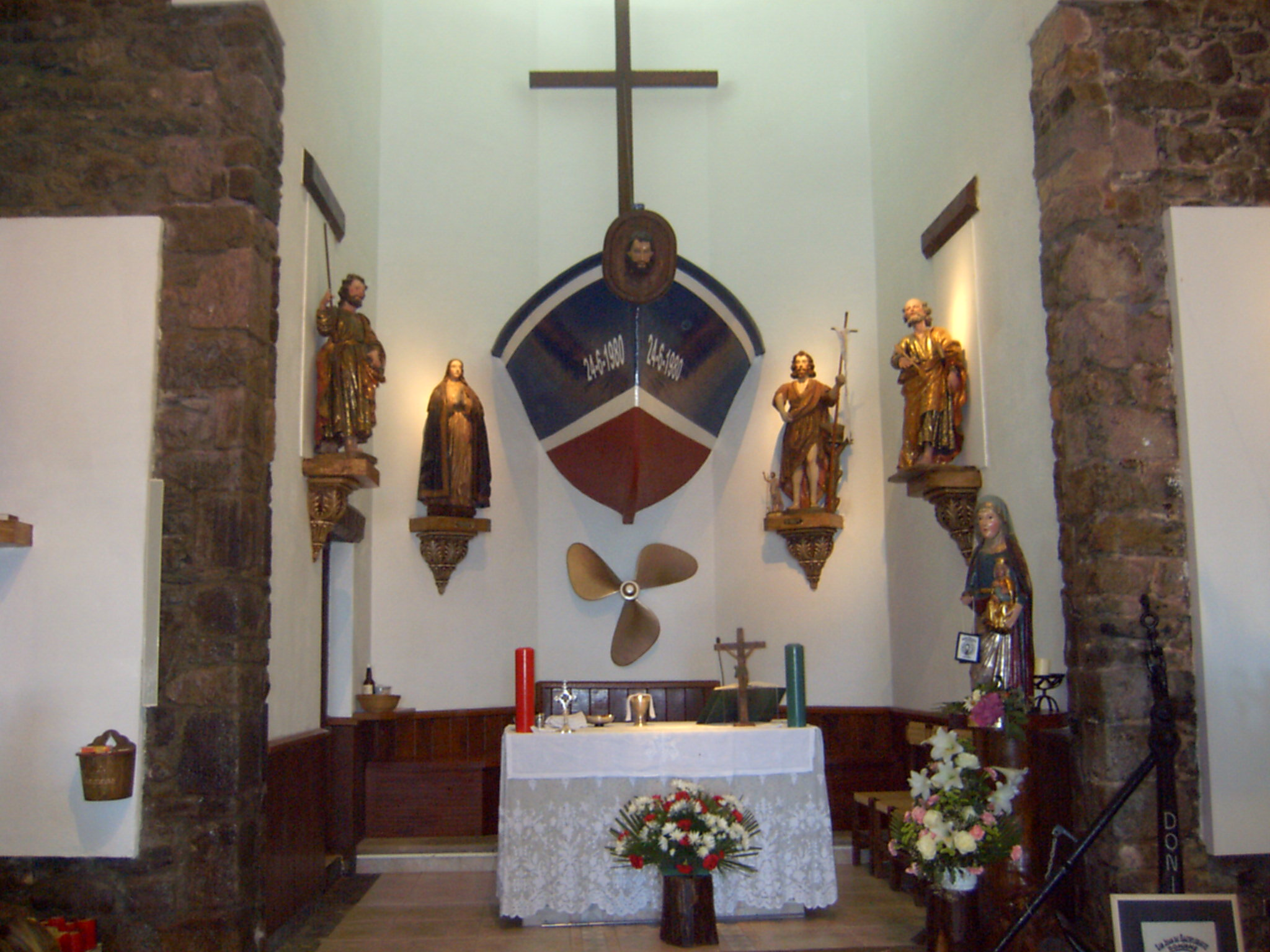
L'ermitage.
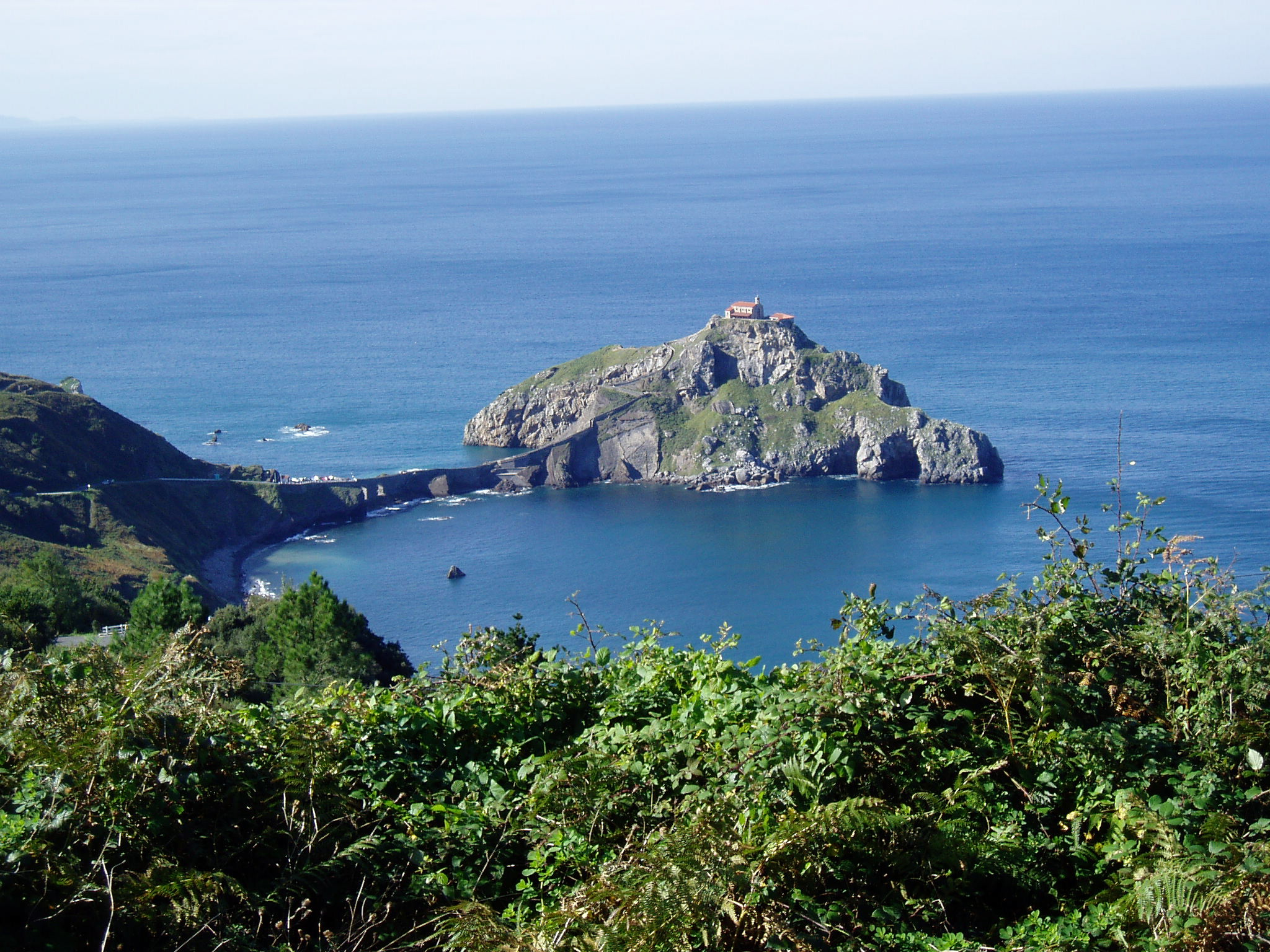
Gaztelugatxe.
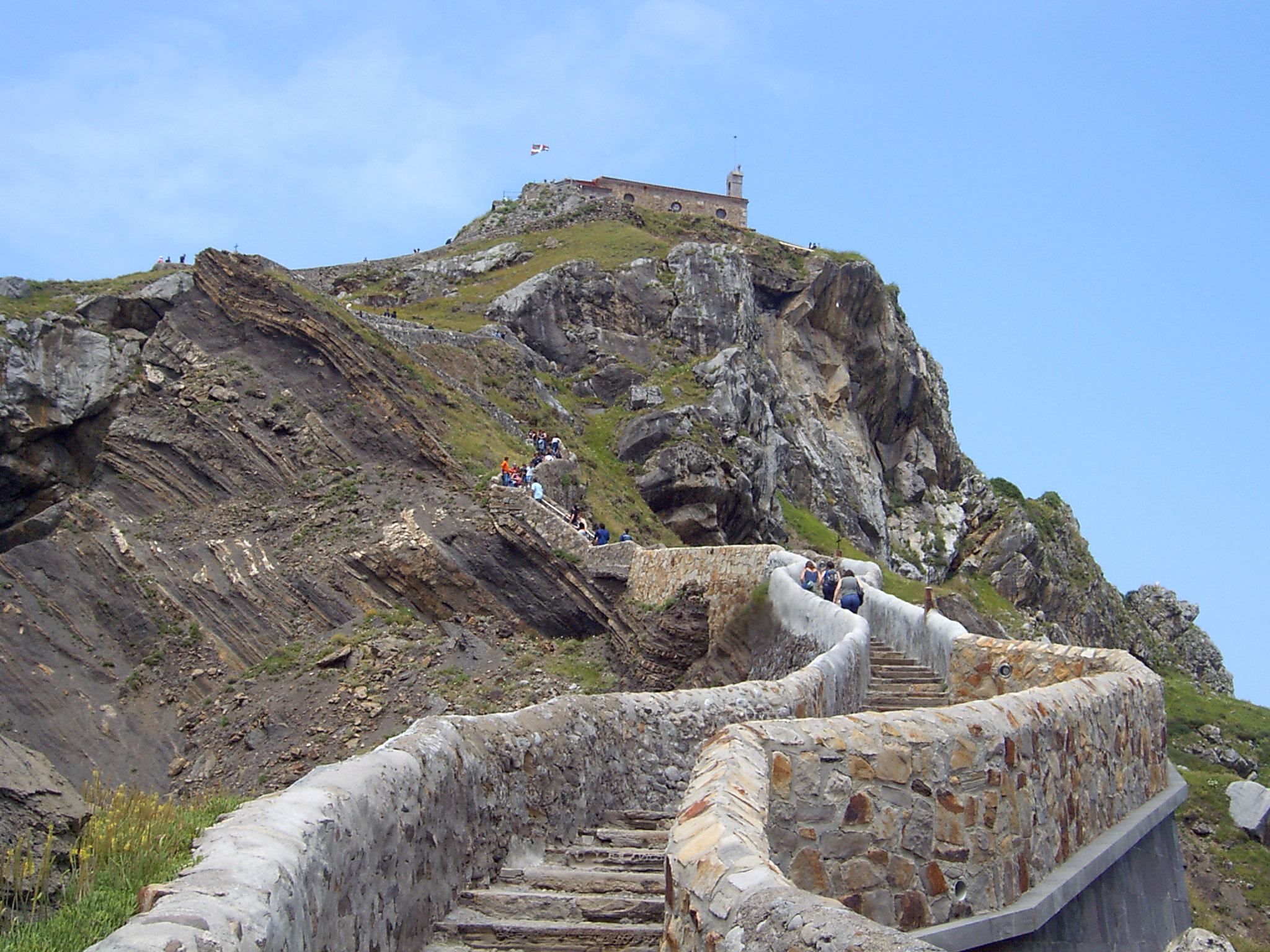
L'escalier.
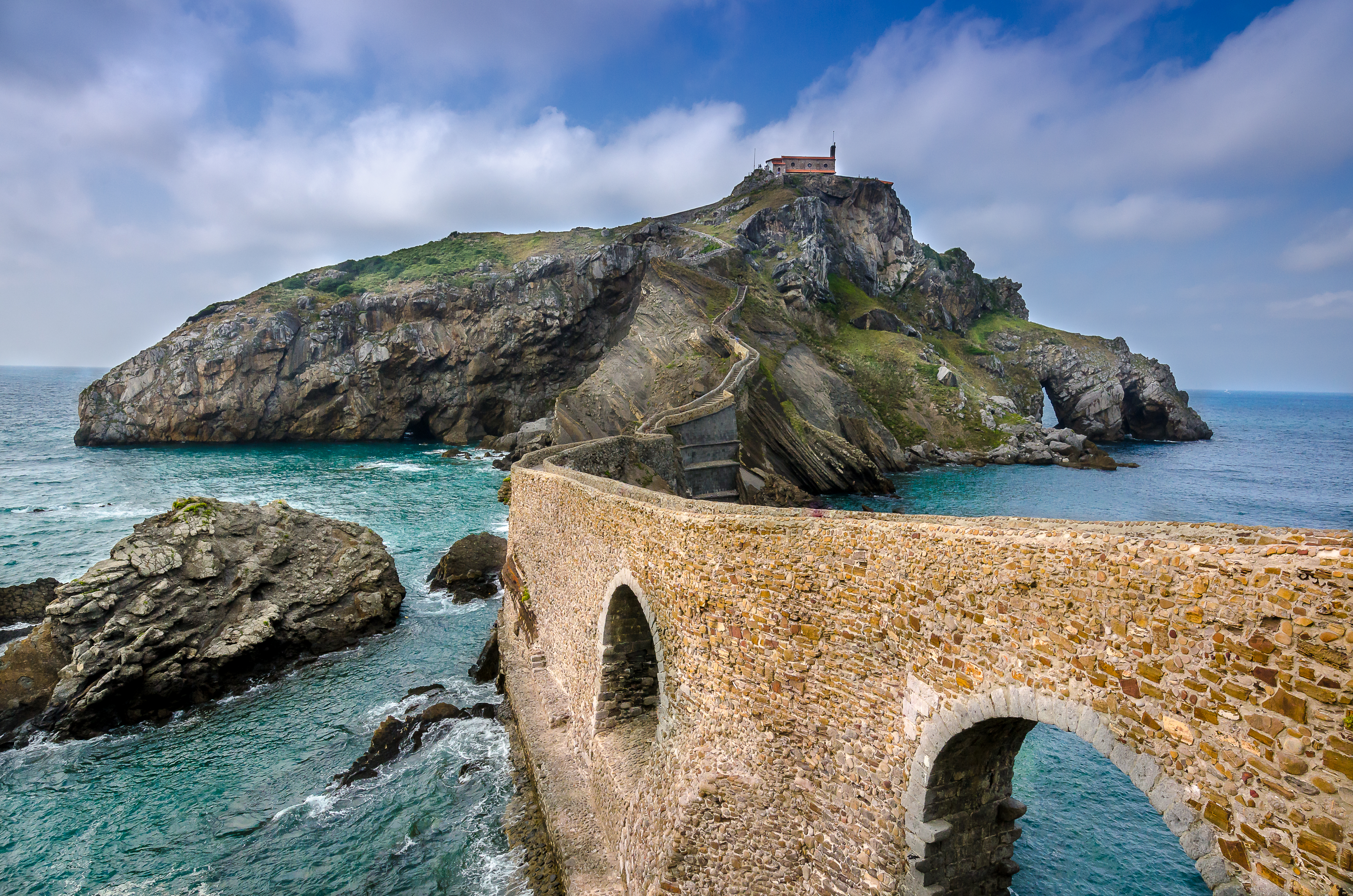
Le tout.
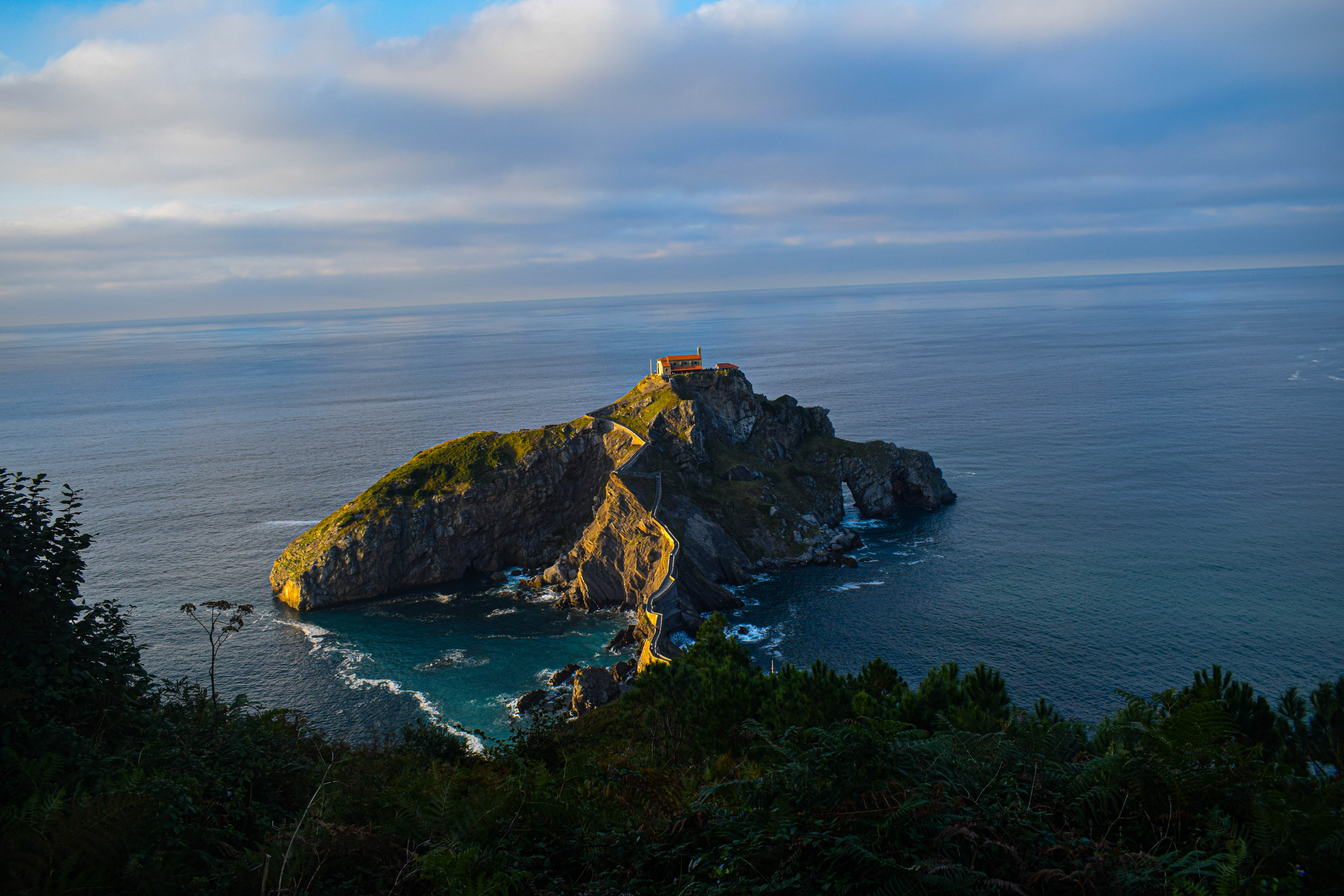
Vue avec le coucher du soleil.